# Abu 'l-Fazl

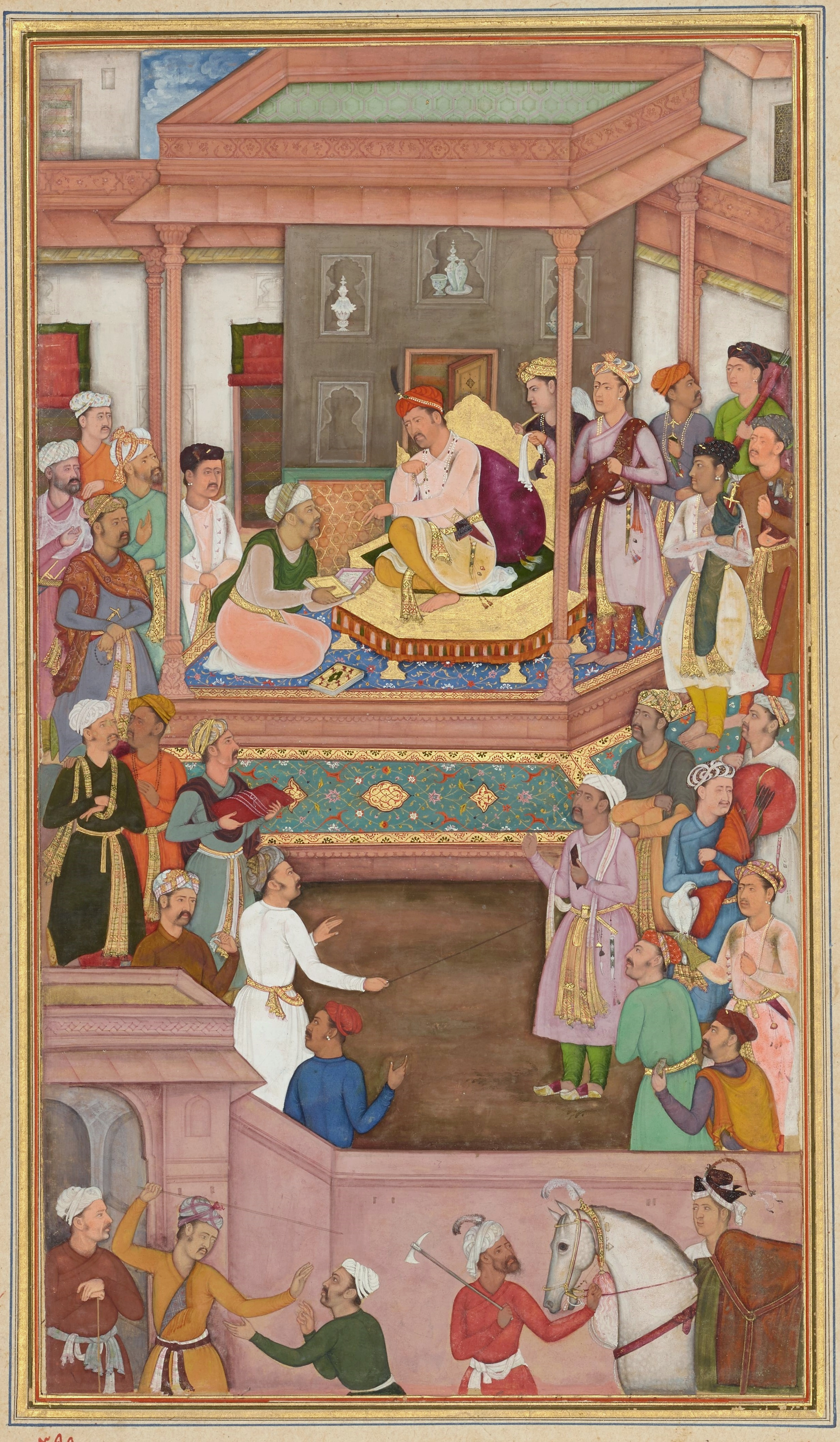
Abu l-Fazl präsentiert dem Herrscher Akbar das Akbar-nama

Abu 'l-Fazl ibn Mubarak (persisch ابو الفضل  بن مبارك العلامي geboren 1551; gestorben August 1602) war Chronist und Historiograph im indischen Mogulreich, der seine Werke auf Persisch verfasste.

## Leben
Er ist seit den 1570er Jahren im Umfeld des Mogulherrschers Akbar des Großen (1556–1605) nachweisbar, wo er zum Beispiel die synkretistische islamisch-hinduistische Religionsschöpfung (din-i ilahi) seines Herrschers gegenüber islamischen Religionsgelehrten rechtfertigte. Einen ebenfalls religiösen Hintergrund hatte die von Abu 'l-Fazl 1574 betriebene Schaffung eines herrscherlichen Übersetzungsbüros, das religiöse Texte aus dem Sanskrit ins Persische übersetzte. Seit etwa 1580 gehörte Abu 'l-Fazl zu den engsten Beratern des Mogulherrschers, was sich wohl auch in einer neuen Herrschaftsideologie Akbars bemerkbar machte.
Abu 'l-Fazl wurde im August 1602 auf einer Reise vom Dekkan-Hochland nach Delhi, wahrscheinlich auf Veranlassung seines Widersachers Selim, des späteren Großmoguls Jahangir, überfallen und ermordet.

## Werke

### Akbar-nāma
Ab 1589/1590 verfasste Abu 'l-Fazl auf Wunsch Akbars eine Reichschronik (Akbar-nāma, „Das Akbarbuch“ oder „Chronik der Herrschaft Akbars“), die den Padischah und dessen Politik gebührend und mit großem rhetorischem Geschick würdigte. Das Werk wurde von Henry Beveridge ins Englische übersetzt.

### Āʾīn-i Akbarī
Das Āʾīn-i Akbarī („Die von Akbar getroffenen Bestimmungen“) enthält in fünf daftar genannten Büchern:
1. die Verwaltung des Mogulreichs (Ministerien, Ämter, Manufakturen usw.),
2. Heereswesen des Mogulreichs (Soldaten und Einheiten, Lehen und Pfründen, Ränge usw.),
3. Zeitrechnung (bei ca. 20 unterschiedlichen Zeitrechnungen), Geographie, Geschichte des Mogulreichs,
4. Geschichte und Bräuche der Hindus,
5. kurze Autobiographie Abu 'l-Fazl, Aussprüche Akbars.

Das Werk wurde Ende des 18. Jahrhunderts erstmals von Francis Gladwin ins Englische übersetzt (drei Bände, Calcutta 1783–1784). Eine Edition in zwei Bänden erstellte später Heinrich Blochmann. Auf dieser Basis wurde eine neue englische dreibändige Übersetzung erstellt, die 1868–1894 in Calcutta erschien und Übersetzungen von Henry Blochmann und H. S. Jarrett kombinierte.

## Zitat
„Abul Fazl ist kein Autor, dem man viel Sympathie oder Bewunderung entgegenbringt. Er war ein großer Schmeichler, und er entstellt oder unterdrückt Tatsachen ohne jedes Zögern. Auch sein Stil scheint - zumindest für westliche Augen - recht verächtlich zu sein: voller Weitschweifigkeit, dazu schwülstig und dunkel. Er ist einerseits oft wortreich, oft aber ungebührlich knapp und voll dunkler Anspielungen. Sein einziger Verdienst - und den hebt er selbst gerne hervor - besteht in seinem Fleiß. Er war ein unermüdlicher Arbeiter, und wenn wir ihn tadeln und seine Mängel beklagen, so wären wir doch gut beraten, dabei zu bedenken, wie dürftig unsere Kenntnisse von Akbars Regierung wären, hätte sich nicht Abul Fazl jahrelang hartnäckig alle Mühe gegeben, die Ereignisse und Institutionen schriftlich festzuhalten.“